# Boshoverschans

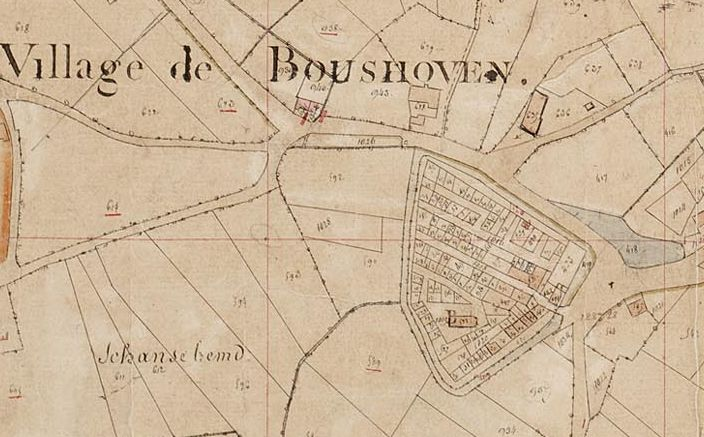
De Boshoverschans bestond uit ongeveer 100 perceeltjes, zoals te zien is op een kadasterkaart uit 1840

De Boshoverschans is een schans in Boshoven in de Nederlandse gemeente Weert. Binnen de schans staat de Sint-Odakapel.

## Geschiedenis
In de eerste helft van de 17e eeuw werd de schans hier aangelegd als boerenschans en werd gebruikt als vluchtburcht voor inwoners in de omgeving om bescherming te bieden tegen plunderende troepen.
In 1722 werd de Sint-Odakapel gebouwd.